# Mickey Leland

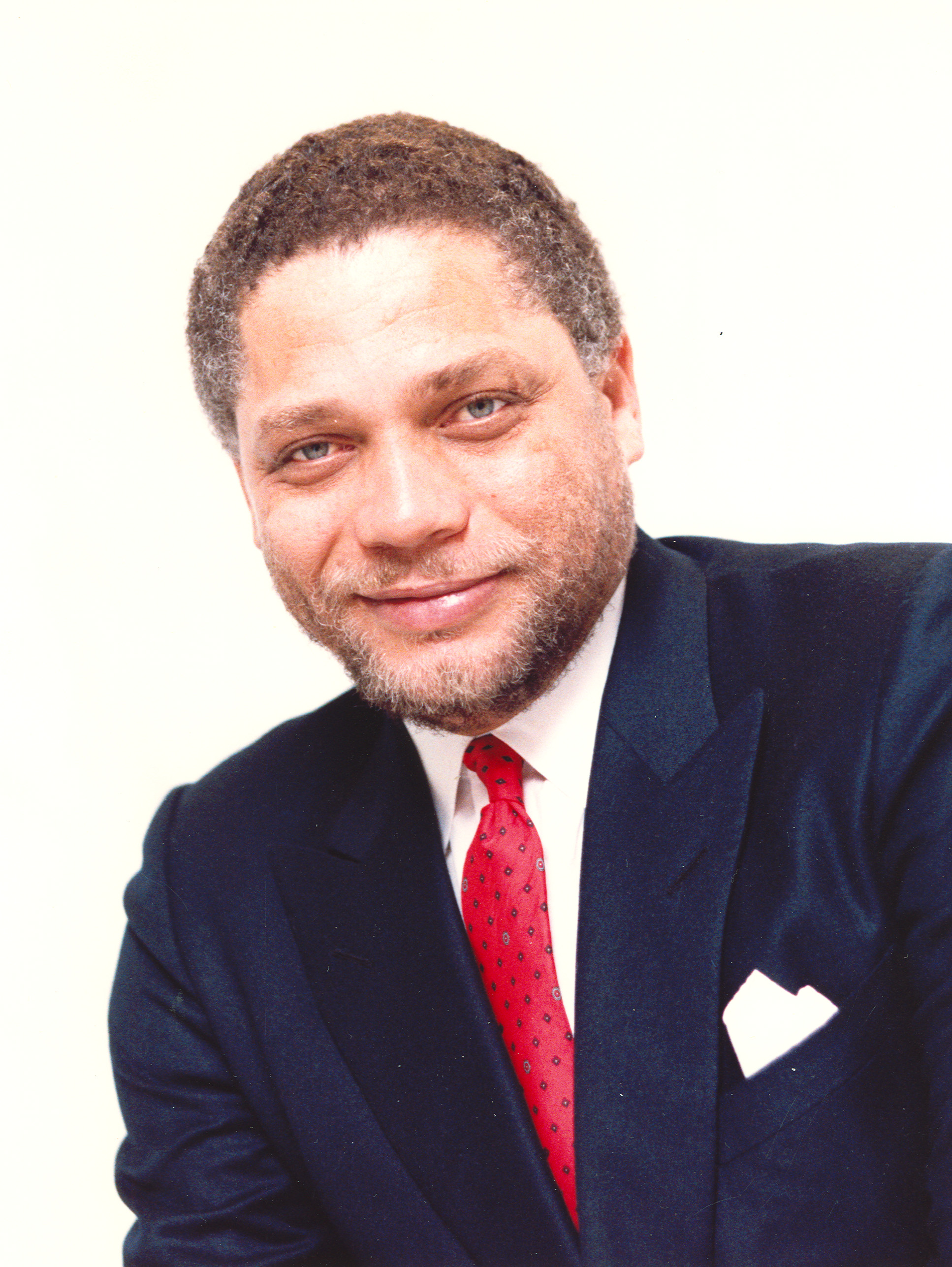
Mickey Leland

George Thomas „Mickey“ Leland (* 27. November 1944 in Lubbock, Texas; † 7. August 1989 bei Gambela, Äthiopien) war ein US-amerikanischer Politiker. Zwischen 1979 und 1989 vertrat er den Bundesstaat Texas im US-Repräsentantenhaus.

## Leben
Mickey Leland besuchte die öffentlichen Schulen im Harris County und danach bis 1963 die Phillis Wheatly Senior High School in Houston. Daran schloss sich ein Studium an der dortigen Texas Southern University an. 1977 wurde er Senior Vice President der King State Bank. Im gleichen Jahr war er auch Direktor für Entwicklungsprojekte am Hermann Hospital. Gleichzeitig begann er als Mitglied der Demokratischen Partei eine politische Laufbahn. Zwischen 1972 und 1979 war er Abgeordneter im Repräsentantenhaus von Texas. Im Juli 1972 nahm er an der Democratic National Convention in Miami Beach teil, auf der George McGovern als Präsidentschaftskandidat nominiert wurde; 1974 war er Delegierter auf einer Versammlung zur Überarbeitung der texanischen Staatsverfassung. Im Jahr 1976 wurde er in das Democratic National Committee gewählt.
Bei den Kongresswahlen des Jahres 1978 wurde Leland im 18. Wahlbezirk von Texas in das US-Repräsentantenhaus in Washington, D.C. gewählt, wo er am 3. Januar 1979 die Nachfolge von Barbara Jordan antrat. Nach fünf Wiederwahlen konnte er bis zu seinem Tod im Kongress verbleiben. Seit 1983 war er Vorsitzender des Sonderausschusses, der sich mit dem weltweiten Hungerproblem befasste (Select Committee on Hunger). Mickey Leland setzte sich sehr für die Hilfe der hungernden Menschen vor allem in Afrika ein. Dabei reiste er auch öfter in diese Regionen. Bei einer dieser Reisen kam er am 7. August 1989 bei einem Flugzeugabsturz nahe Gambela ums Leben.